# Brunsbek
Brunsbek est une commune allemande du Schleswig-Holstein, située dans l'arrondissement de Stormarn (Kreis Stormarn), entre les villes d'Ahrensburg et Reinbek, près de Hambourg. Brunsbek fait partie de l'Amt Siek qui regroupe cinq communes autour de Siek.